# هامر هيد (كوميكس)
هامر هيد (بالإنجليزية:Hammerhead) شخصية خيالة شريرة ظهر لأول مره في عام 1972 في القصص المصورة التي نشرتها شركة مارفيل كومكس بجانب بطل السلسلة الرجل العنكبوت ويتميز برأسه الصلب كالمطرقة.